# Heidi The Ride
Heidi The Ride in Plopsaland Belgium (De Panne, Westflandern, Belgien) ist eine Holzachterbahn des Herstellers Great Coasters International, die am 2. April 2017 eröffnet wurde. 2019 wurde im polnischen Schwesterpark Majaland Kownaty mit Wilkołak eine spiegelbildlich baugleiche Anlage eröffnet.
Die Fahrt ist nach der gleichnamigen Figur thematisiert.
Die 7 Mio. Euro teure, 627 m lange Strecke erreicht eine Höhe von 22 m und besitzt eine 20,5 m hohe erste Abfahrt.

## Züge
Heidi The Ride besitzt zwei Züge mit jeweils sechs Wagen. In jedem Wagen können zwei Personen (eine Reihe) Platz nehmen.